# AVN Award for Best Transgender One-on-One Sex Scene
L'AVN Award for Best Transgender One-on-One Sex Scene è un premio pornografico assegnato alle attrici impegnate in una scena transessuale votata come migliore dalla AVN, l'ente che assegna gli AVN Awards, riconosciuti come i migliori premi del settore (paragonabile al Premio Oscar).
Come per gli altri premi, viene assegnato nel corso di una cerimonia che si svolge a Las Vegas, solitamente nel mese di gennaio, dal 2020.

## Vincitrici

### Anni 2020
| Anno | Vincitrici                | Titolo                                   |
| ---- | ------------------------- | ---------------------------------------- |
| 2020 | Aubrey Kate Kenzie Taylor | Captain Marvel XXX: An Axel Braun Parody |
| 2021 | Khloe Kay Aubrey Kate     | The TS Life 2                            |
| 2022 | Aubrey Kate Small Hands   | Succubus - Part 1                        |
| 2023 | Jade Venus Ariel Demure   | Jade + Ariel: Sealed With a Cum Kiss     |
| 2024 | Kasey Kei Casey Calvert   | Muses: Kasey Kei                         |
| 2025 | Jade Venus Emma Rosie     | Trans Slumber Party – Scene 4            |